# 21687 Філопанті
21687 Філопанті (21687 Filopanti) — астероїд головного поясу, відкритий 11 вересня 1999 року.
Тіссеранів параметр щодо Юпітера — 3,323.